# Dino (vaso)

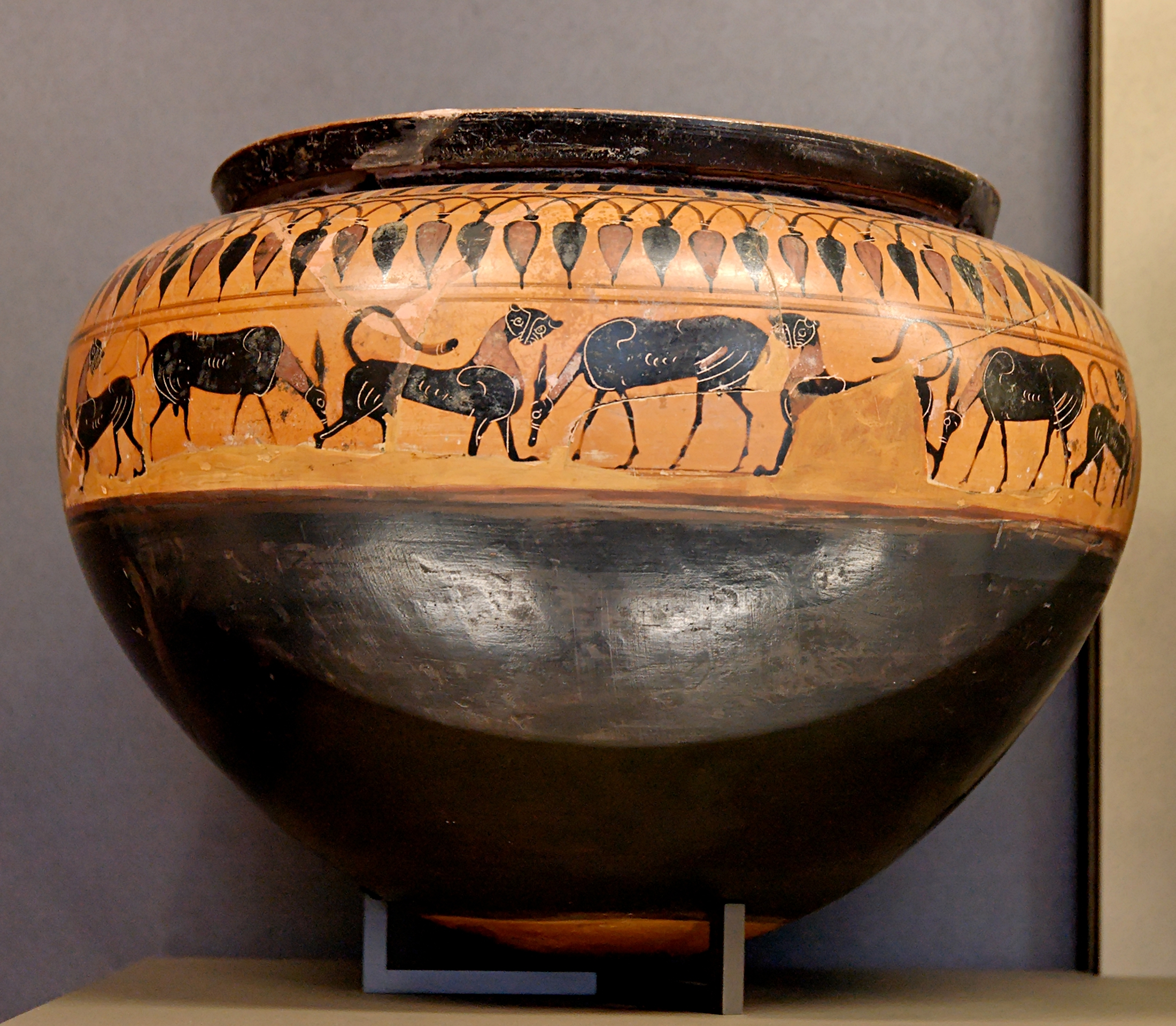
Dino de figuras negras com representações de animais. ca. Paris, Museu do Louvre: Cp11243

Dino (em grego: Δίνος; romaniz.: dínos; plural dinoi), Na tipologia da cerâmica grega antiga, é um vaso para misturar líquidos. "Dino" significa recipiente para beber, mas na tipologia moderna é um termo utilizado (incorretamente) para o vaso lebes, um recipiente de forma globular feito para ser colocado sobre um suporte. Não possui alças, nem pé. 
O Pintor do Dino, um conhecido ceramista grego, recebe seu nome graças à forma mais característica de seu repertório.